# Марі Міріам
Марі Міріам (фр. Marie Myriam, справжнє ім'я Міріам Лопес, фр. Myriam Lopes, нар. 8 травня 1957, Кананга, Бельгійське Конго) — французька співачка, переможниця пісенного конкурсу Євробачення 1977 року.

## Біографія
Народилася Марі в Португалії, частина дитинства провела в Заїрі. Дебютувала на сцені в 1976 році з французькою піснею «Ma colombe» (Мій голуб), яка була популярна у французькомовному канадському Квебеці.
В 1977 році, напередодні свого двадцятиріччя стала переможницею пісенного конкурсу Євробачення, виконавши свою пісню «L’oiseau et l’enfant».
В кінці 1970-х брала активну участь в серії різдвяних телепередач для молоді Les Visiteurs de Noël на телеканалі Télévision Française 1 (TF1).
У 1980 році фірма «Мелодія» випустила в СРСР її альбом під назвою «Співає Марі Міріам» (C60 14757-8).
У 1989 році брала участь в організованих Шарлем Азнавуром концертах, збори від яких пішли на допомогу постраждалим від землетрусу у Вірменії.
У другій половині 2000-х регулярно представляла результати голосування французьких телеглядачів на пісенних конкурсах Євробачення.
У 2017 році за свою сорокарічну кар'єру Марі Міріам випустила подвійну компіляцію своїх найкращих хітів. Вона опублікувала книгу La Fille du Ribatejo, в якій розповідає про своє дитинство, Євробачення та сім'ю. Вона каже: "Моя книга — це прощання і подяка моїй публіці".

## Дискографія
- 1976: Ma colombe
- 1977: Toutes les chansons du monde
- 1979: Toujours partir
- 1979: Le coeur somnambule
- 1979: Les Visiteurs de Noël
- 1979: Chansons pour Casimir
- 1982: Nils Holgersson
- 1982: Sentimentale
- 1985: La plus belle chanson d’amour
- 1985: Vivre
- 1985: Nostalgia
- 1987: Tout est pardonné
- 1988: Dis-moi les silences
- 1988: En plein cœur
- 1989: Pour toi Arménie
- 1989: La solitude des rois
- 1991: VII
- 1992: Petit homme
- 1994: 14 plus grands succès
- 1995: Atout
- 1996: Charme
- 2007: Encore